# Jean-Louis Emmenecker
Jean-Louis Emmenecker est un musicien français, spécialiste de l'harmonica, sa passion de jeunesse.
Il fréquente assidument le conservatoire de musique de Metz afin d'y étudier le solfège. Il participe dans les années 1960 à différents concours nationaux et internationaux. Il obtient deux années consécutives le Premier Prix, soit la médaille d'or. Jean-Louis rejoint en tant que soliste le Quatuor Les Walmy (médaille d'argent à la coupe du monde de Winterturg - Suisse).
Il fréquente alors les plus prestigieuses scènes parisiennes (Pleyel, Alhambra, Bobino ...) en se produisant en première partie de vedettes telles que Tino Rossi, Dalida, Mike Brand, Nicoletta, Demis Roussos. Il participe également à des festivals internationaux en Suisse, aux Pays-Bas, en Allemagne et en Italie. L'émission de télévision Les Estivale le consacre à nouveau à la suite de son interprétation magistrale de la musique du film GHOST -Unchained Melody.
Il décide alors d'enregistrer un album, Le cœur de l'harmonica où sont mêlées musiques de film, variété, country; genres très prisés par le public. De nombreuses participations aux émissions de télévision et de radio s'enchainent.
Un second album Pour vous séduire, auquel s'ajoute une partie classique, redonne à l'harmonica toutes ses lettres de noblesse.
Jean-Louis crée en septembre 1998 une école d'harmonica chromatique, Harmonica Orchestra de Lorraine.
Courant d'airs est le troisième album, sorti en septembre 2001, suivi de Mosaïque, 